# AKB48 東京秋祭
AKB48 東京秋祭 （日語：AKB48 東京秋祭り）是日本偶像組合AKB48於2010年10月9日至10日在東京葛西臨海公園舉行的戶外卡啦OK比賽及演唱會。

## 概要
- 演唱會的正式名稱為[7]。
- Hikari TV（ひかりTV）會於2010年10月31日播放這次演唱會的2D及3D版本[8][9][10][11][12][13][14]。

## 參加成員
團隊所屬以演出時為準

### 卡啦OK比賽
- AKB48
  - Team A
    - 岩佐美咲、多田愛佳、大家志津香、倉持明日香、小嶋陽菜、指原莉乃、篠田麻里子、高城亞樹、高橋南、中田千智、仲谷明香、前田敦子、前田亞美、松原夏海

  - Team K
    - 板野友美、內田真由美、梅田彩佳、大島優子、菊地彩香、田名部生來、中塚智實、仁藤萌乃、野中美鄉、藤江麗奈、松井咲子、宮澤佐江、米澤瑠美

  - Team B
    - 石田晴香、奧真奈美、河西智美、柏木由紀、北原里英、小林香菜、小森美果、佐藤堇、佐藤夏希、鈴木瑪利亞、近野莉菜、平嶋夏海、增田有華、宮崎美穗、渡邊麻友

  - Team研究生
    - 阿部瑪利亞、伊豆田莉奈、市川美織、大場美奈、加藤玲奈、金澤有希、小林茉里奈、島崎遙香、竹內美宥、永尾瑪利亞、中村麻里子、藤田奈那、森杏奈、山內鈴蘭、橫山由依
- SDN48
  - 佐藤由加理、野呂佳代

#### 只參加10月9日
- SKE48
  - Team S
    - 小野晴香、木下有希子、出口陽

#### 只參加10月10日
- AKB48
  - Team K
    - 峯岸南

  - Team研究生
    - 島田晴香、仲俣汐里
- SKE48
  - Team S
    - 大矢真那、平松可奈子、松井珠理奈
- SDN48
  - NaChu

### 演唱會
- AKB48
  - Team A
    - 岩佐美咲、多田愛佳、大家志津香、倉持明日香、小嶋陽菜、指原莉乃、篠田麻里子、高城亞樹、高橋南、中田千智、仲谷明香、前田敦子、前田亞美、松原夏海

  - Team K
    - 板野友美、內田真由美、梅田彩佳、大島優子、菊地彩香、田名部生來、中塚智實、仁藤萌乃、野中美鄉、藤江麗奈、松井咲子、峯岸南、宮澤佐江、米澤瑠美

  - Team B
    - 石田晴香、奧真奈美、河西智美、柏木由紀、北原里英、小林香菜、小森美果、佐藤堇、佐藤夏希、鈴木瑪利亞、近野莉菜、平嶋夏海、增田有華、宮崎美穗、渡邊麻友

  - Team研究生
    - 阿部瑪利亞、伊豆田莉奈、市川美織、大場美奈、加藤玲奈、金澤有希、小林茉里奈、島崎遙香、島田晴香、竹內美宥、永尾瑪利亞、仲俣汐里、中村麻里子、藤田奈那、森杏奈、山內鈴蘭、橫山由依
- SKE48
  - Team S
    - 大矢真那、小野晴香、木下有希子、出口陽、平松可奈子、松井珠理奈

  - Team KII
    - 向田茉夏
- SDN48
  - 穐田和惠、伊藤花菜、梅田悠、大堀惠、加藤雅美、KONAN、小原春香、芹那、佐藤由加理、陳屈、野呂佳代

#### 只參加10月9日
- SKE48
  - Team S
    - 加藤琉美

  - Team KII
    - 赤枝里里奈、小木曽汐莉、加藤智子、佐藤聖羅、佐藤實繪子、古川愛李、松本梨奈、山田澪花、若林倫香
- SDN48
  - 近藤沙耶香
- NMB48（研究生）
  - 太田裡織菜、小笠原茉由、沖田彩華、門脇佳奈子、川上禮奈、岸野里香、木下春奈、木下百花、小谷里步、小柳有沙、近藤里奈、篠原栞那、上西惠、白間美瑠、原深月、肥川彩愛、福本愛菜、松田栞、森彩華、山內彩花、山岸奈津美、山口夕輝、山田菜菜、山本彩、吉田朱里、渡邊美優紀

#### 只參加10月10日
- AKB48
  - Team A
    - 片山陽加、仲川遙香

  - Team K
    - 秋元才加

  - Team B
    - 佐藤亞美菜
- SKE48
  - Team S
    - 木崎由里亞、桑原瑞希、須田亞香里、高田志織、中西優香、平田璃香子、矢神久美

  - Team KII
    - 石田安奈、高柳明音
- SDN48
  - 浦野一美

## 曲目
- 所有時間為日本時間。

### 10月9日

#### 松松垮垮卡啦OK比賽
- 舉行時間：入場時間9:30、出演時間11:00[1]
- 主持：Bad Boys（日语：バッドボーイズ (お笑いコンビ)）、指原莉乃
- 審查員：宮崎美穗、小嶋陽菜、篠田麻里子、渡邊麻友、仁藤萌乃、柏木由紀、小林香菜（隨意3人）
- 表演前播報：前田敦子

1. overture
2. LOVE MACHINE（LOVEマシーン）／早安少女組。 - 大場、島崎、竹內、永尾、中村、森、山內、橫山、阿部、市川、伊豆田、大場、加藤玲、金澤、小林茉、藤田
3. Love Forever（日语：Love Forever (加藤ミリヤ×清水翔太の曲)）／加藤Miliyah×清水翔太 - 小嶋、高橋
4. 沙灘的櫻桃（渚のCHERRY） - 小林香（中心）、松原、宮澤、倉持、近野
5. 一發藝1 - 森、島崎
6. 一發藝2 - 近野
7. 一發藝3 - 小林香（歌曲：宮澤）
8. 一發藝4 - 小林茉
9. 任性的流星（わがままな流れ星） - 中塚、藤江
10. 一發藝5 - 藤江
11. 一發藝6 - 中塚
12. 心跳不止！這就是戀愛嗎？（日语：橋口恵莉奈）／橋口惠莉奈（日语：橋口恵莉奈） - 鈴木、中田、內田
13. 天使的尾巴（天使のしっぽ） - 奧、山內、石田晴
14. GENIE／少女時代 - 阿部、伊豆田
15. 一發藝7 - 阿部
16. 一發藝8 - 伊豆田
17. 春天到來之前（春が来るまで） - 野中、仁藤
18. 櫻桃／大塚愛 - 加藤、金澤
19. Touch（タッチ）／岩崎良美 - 竹內
20. 戀愛吧女孩（恋せよ女の子）／田村由香里 - 多田
21. 星間飛行／蘭花．李（中島愛） - 渡邊
22. BLUE BIRD／濱崎步 - 內田
23. 內田真由美猜拳比賽
24. 豐收祭（日语：大漁まつり）／櫻真耶 - 中村
25. 津輕海峽冬景色（津軽海峡冬景色）／石川小百合 - 岩佐
26. 一發藝9 - 岩佐
27. 一發藝10 - 中村
28. 一發藝11 - 田名部
29. 一發藝12 - 竹內
30. 輕飄飄時間（ふわふわ時間）／櫻高輕音部 - 仲谷、多田、渡邊、田名部
31. ○○不用努力也可以啦!!（○○がんばらなくてもええねんで!!）／S/mileage - 米澤、中塚、菊地、梅田
32. 戀ING（恋ING）／早安少女組。 - 小嶋、柏木
33. 睡蓮花（日语：睡蓮花）／湘南乃風 - 大家、內田
34. 雨珠鋼琴師（雨のピアニスト） - 平嶋、米澤
35. 紅寶石戒指（ルビーの指輪）／寺尾聰 - 出口
36. 你（日语：Street Story）／HY - 木下
37. 和你在一起的平安夜（あなたとクリスマスイブ） - 野中、松井咲（彈奏）
38. love the world／Perfume - 佐藤堇
39. 黑白之吻（モノクロのキス）／SID - 國王唱片製作人．湯淺順司
40. 三日月／絢香 - 小野
41. 妳正在看着夕陽嗎？（夕陽を見ているか?） - 增田、佐藤夏
42. 一發藝13 - 佐藤夏
43. AKB人口普查 - 野呂、佐藤由
44. 骨頭華爾茲（ほねほねワルツ） - 仲谷、田名部
45. ∞．Infinity - 宮澤、柏木
46. Wake Me Up!／SPEED - 板野、河西
47. 只為你（君だけに）／少年隊 - AKB劇場職員．石谷靖彥
48. 蔬菜姊妹（野菜シスターズ） - 大家、中田、前田亞、高城
49. 未來預想圖II（日语：LOVE GOES ON…）／DREAMS COME TRUE - 佐藤夏
50. 雄蕊雌蕊夜之蝶（おしべとめしべの夜の蝶々） - 多田、岩佐
51. 馬路須加學園頂尖藍調（マジジョテッペンブルース） - AKB公關．西山恭子
52. 旋律（日语：メロディーズ (GAMの曲)）／GAM - 大島、小嶋
53. 帶我去溫布頓（ウィンブルドンへ連れて行って） - 指原、宮崎、北原
54. 向日葵 - 增田
55. heavenly days／新垣結衣 - 前田、板野、河西
56. 青春Amigo（青春アミーゴ）／修二與彰（龜梨和也、山下智久） - 宮澤、高橋

- 表演後播報：前田敦子

#### 演唱會
- 舉行時間：入場時間15:30、出演時間17:00[1]
- 表演前播報：柏木由紀

1. overture
2. 無限重播（ヘビーローテーション） - 19th猜拳選拔15人、松原
3. MC1 - 19th猜拳選拔9人、高橋
4. 劇場的女神（シアターの女神） - Team B、島崎
5. 推Team B（チームB推し） - Team B、島崎
6. RESET - Team K、竹內、森、橫山
7. 唔吼大遊行（ウッホウッホホ） - Team K、竹內、森、橫山
8. 憧憬的大明星（憧れのポップスター） - Team A、中村、伊豆田
9. Pioneer - Team A、中村、伊豆田
10. MC2 - Team A
11. 夜風的惡作劇（夜風の仕業） - 柏木
12. 暴風雨之夜（嵐の夜には） - 鈴木、小森、宮崎、佐藤夏
13. 心端的沙發（心の端のソファー） - 藤江、大島、梅田
14. 奇跡也趕不及合格（奇跡は間に合わない） - 野中、宮澤、米澤
15. 手牽手（腕を組んで） - 仲谷、前田、倉持
16. 燃燒路線（炎上路線） - 高城、指原
17. 手牽手（手をつなぎながら） - SKE48
18. 藍天下的單相思（青空片思い） - SKE48
19. MC3 - SKE48
20. GAGAGA - SDN48
21. MC4 - NMB48研究生
22. RIVER
23. 大聲鑽石（大声ダイヤモンド）
24. 10年櫻（10年桜）
25. Maybe是藉口（言い訳Maybe）
26. 想見你（会いたかった）
27. MC5 - 17th選拔成員
28. 無限重播
29. MC6
30. 真假搖滾（マジすかロックンロール）
31. MC7

安可曲
1. Beginner（前田中心ver.）
2. 機尾雲（ひこうき雲）
3. 你與彩虹與太陽（君と虹と太陽と）
4. MC8
5. 馬尾與髮圈（ポニーテールとシュシュ）

- 表演後播報：柏木由紀

### 10月10日

#### 咕达咕达卡啦OK比賽
- 舉行時間：入場時間9:30、出演時間11:00[1]
- 主持：伊吉里岡田、宮崎美穗、大家志津香
- 審查員：前田敦子、河西智美、宮澤佐江、篠田麻里子、板野友美、松井珠理奈、柏木由紀、指原莉乃（隨意3人）
- 表演前播報：渡邊麻友

1. overture
2. 呀喝B！（ワッショイB!） - 渡邊、柏木
3. 裙襬飄飄（スカート、ひらり） - 松原、倉持、小林、宮澤、近野
4. Go! Go! Heaven／SPEED - 板野、河西
5. 雀斑般的吻（そばかすのキス） - 大家、指原、北原
6. 一發藝1 - 大家、指原、北原
7. 一發藝2 - 指原、小森
8. 隔壁的香蕉（となりのバナナ） - 松井咲、鈴木
9. 一發藝3 - 松井咲
10. 禁忌的2人（禁じられた2人） - 菊地、佐藤堇
11. 暮蟬之戀（ヒグラシノコイ） - 多田、小森
12. 記憶的兩難（記憶のジレンマ） - 增田、佐藤夏
13. secret base ～你給我的東西～（secret base ～君がくれたもの～）／ZONE - SONE（宮崎、北原、峯岸、指原）
14. 一發藝4 - 藤江、近野
15. 借物時間 - 篠田、前田、小嶋、松井珠、高橋、宮崎
16. 快樂物質（日语：ハッピー☆マテリアル）／麻帆良學園中等部2-A - 仲谷、多田、渡邊、田名部
17. 迷你早安 剪刀石頭布（日语：ミニモニ。ジャンケンぴょん!/春夏秋冬だいすっき!）／迷你早安（日语：ミニモニ。） - 指原、北原、柏木、宮澤
18. 散步／井上杏美 - 大矢
19. 一發藝5 - 內田、鈴木、永尾、橫山
20. 一發藝6 - 柏木、渡邊
21. 豐收祭／櫻真耶 - 中村
22. 睡蓮花／湘南乃風 - 大家、內田
23. 愛之歌（愛のうた）／倖田來未 - 米澤
24. 櫻桃／大塚愛 - 平松
25. 雀斑般的吻（そばかすのキス） - 橫山、森、島崎、竹內、大場、永尾、山內、島田、中村
26. 一發藝7 - 市川、仲俁、伊豆田、小林茉、入山、金澤、加藤玲、藤田、阿部
27. AKB人口普查 - 野呂、佐藤由、NaChu
28. One Night Carnival（日语：One Night Carnival）／氣志團 - 小嶋、高橋、峯岸
29. SAY YES／恰克與飛鳥 - AKB48劇場經理．戶賀崎智信、SKE48劇場經理．湯淺洋
30. 為了你可以（日语：君のためにできること (GACKTの曲)）／GACKT - 松井珠
31. 粉紅色單戀（日语：桃色片想い）／松浦亞彌 - 峯岸、指原、AKB48服裝負責人．茅野忍
32. 嘆息的人偶（嘆きのフィギュア） - 野呂、松原、梅田、大島
33. 一發藝8 - 河西
34. 一發藝9 - 佐藤由、峯岸、大家、指原
35. 越過天城（天城越え）／石川小百合 - 岩佐
36. 雪/愛x你≧喜歡（日语：7.5冬冬モーニング娘。ミニ!）／高橋愛 with MC GAKI - 柏木、小嶋、峯岸
37. Choo Choo TRAIN／放浪兄弟 - 河西、板野、前田敦
38. 這片天空下（みんな空の下）／絢香 - 增田
39. 完美～呢（完璧ぐ～のね） - 大島、小嶋、篠田、高橋

- 表演後播報：渡邊麻友

#### 演唱會
- 舉行時間：入場時間15:30、出演時間17:00[1]
- 表演前播報：前田敦子

1. overture
2. Beginner（松井珠、渡邊中心ver.）
3. MC1 - 篠田、指原、小嶋、松井珠、高橋、前田敦
4. 初日 - Team B、島崎
5. 誠實的人（オネストマン） - Team B、島崎
6. 化作滾石吧（転がる石になれ） - Team K、竹內、森、橫山
7. 可以做你的女友嗎?（彼女になれますか?） - Team K、竹內、森、橫山
8. 一直 一直（ずっと ずっと） - Team A、中村、伊豆田
9. Pioneer - Team A、中村、伊豆田
10. MC2 - 指原、小嶋、松原、岩佐、前田亞
11. 你好 我的初戀（初恋よ こんにちは） - 佐藤堇、渡邊、奧
12. 來一塊糖果（キャンディー） - 增田、河西、柏木
13. 制服的抵抗（制服レジスタンス） - 仁藤、板野、田名部
14. 逆轉的王子殿下（逆転王子様） - 內田、峯岸、中塚
15. 愛的加速器（愛しさのアクセル） - 高橋
16. ☆之彼方（☆の向こう側） - 中田、小嶋、多田、岩佐
17. 手牽手 - SKE48
18. 抱歉、SUMMER（ごめんね、SUMMER） - SKE48
19. MC3
20. GAGAGA - SDN48
21. MC4 - AKB48 11期研究生
22. RIVER
23. 大聲鑽石
24. 10年櫻
25. Maybe是藉口
26. 想見你
27. MC5
28. 無限重播
29. MC6
30. 真假搖滾
31. MC7

安可曲
1. 關於你（君について） - MINT（片山、前田敦、仁藤、松井咲、河西）
2. MC8
3. 哭泣的場所（泣ける場所） - DIVA（18th單曲）
4. MC9
5. 專屬於我的Value（僕だけのValue） - 18th單曲Under Girls
6. MC10
7. Beginner（大島中心ver.）
8. MC11
9. 馬尾與髮圈

- 表演後播報：前田敦子

## 公佈
- 於2010年10月23日舉行的南韓亞洲音樂節中演出。
- 2010年10月24日第1間海外官店於香港開業[16]。
- 將會於2010年11月16日在澳門舉行「KYORAKU PRESENTS AKB48 SKE48 LIVE IN ASIA」[17]。
- 在11月期間在新加坡舉行海外公演[18][19]。
- 在第1天的演唱會，正式披露26位NMB48第1期研究生[20][21][22][23][24]。
  - 太田裡織菜、小笠原茉由、沖田彩華、門脇佳奈子、川上禮奈、岸野里香、木下春奈、木下百花、小谷里步、小柳有沙、近藤里奈、篠原栞那、上西惠、白間美瑠、原深月、肥川彩愛、福本愛菜、松田栞、森彩華、山內彩花、山岸奈津美、山口夕輝、山田菜菜、山本彩、吉田朱里、渡邊美優紀
- 9期研究生橫山由依正式升格至Team K，同日亦正式披露10名11期研究生[25]。
- 將於2010年10月27日發售的第18張單曲《Beginner》，因為原版PV被認為過度血腥，因此宣佈將會轉換PV[26][27]。
- 2011年1月22日將會上映名為《AKB48 夢想起飛》（DOCUMENTARY of AKB48 to be continued 10年後、少女たちは今の自分に何を思うのだろう?）的紀錄片[28][29][30]。

## DVD
演唱會及卡啦OK比賽的DVD由AKS於2011年2月26日發行，分別發售Premium Box版本及DVD版本。DVD共有2個版本，分別收錄第1天及第2天的演出內容。而Premium Box版本則收錄2天的演出內容及特典映像，並附送80頁的相片集及5張生寫真。